# Death Valley Screamers
«Death Valley Screamers» — українсько-британський рок-гурт, створений в Україні на початку 2005 року. Переважно переспівує відомі пісні у рок-стилі.

## Склад
Шон Карр (Sean Carr)— вокал
Мік Лейк (Mick Lake) — гітара, бек вокал
Сергій Озерян — соло гітара
Сергій Лукашевич — бас гітара
Володимир Бутяєв — тамтами

## Дискографія
- «Just Crazy» (2005)
- «Big Fish» (2007)
- «Back in the Doghouse» (2009)

## Цікаві факти
Група бере участь у різних фестивалях — у тому числі байкерських. Дехто вважає, що група відома завдяки шлюбу її лідера з донькою тогочасного прем'єр-міністра України.

Після одруження лідер групи Шон Карр почав активно використовувати подаровані тещею кошти для розкрутки групи. Значною спробою стати відомою групою був тур у підтримку Юлії Тимошенко, як кандидата у президенти під час президентських виборів.